# Strychnos mattogrossensis
Strychnos mattogrossensis är en tvåhjärtbladig växtart som beskrevs av S. L. Moore. Strychnos mattogrossensis ingår i släktet Strychnos och familjen Loganiaceae. Inga underarter finns listade i Catalogue of Life.